# Villa Metzler (Frankfurt am Main)
Die Villa Metzler ist ein 1803 erbautes und später umgebautes klassizistisches Landhaus am Mainufer in Frankfurt am Main, Sachsenhausen.

## Geschichte
Die Villa Metzler gehört zum Museum Angewandte Kunst. Der Name Metzler rührt, was das Gebäude betrifft, her aus der Bedeutung der Villa für einen Zeitraum von 77 Jahren. Die über 200-jährige Geschichte erschöpft sich jedoch weder darin noch in der jüngsten Funktion des Prachtbaus als Museumsort. Da klassizistische Gebäude in Frankfurt am Main, die spätere Bauepochen überdauert haben, kriegsbedingt rar geworden sind, repräsentiert die Villa, malerisch am Museumsufer gelegen, linksmainisch die Bauepoche des Klassizismus.

### Das Landhaus Salzwedel

#### Der Garten des Apothekers Peter Salzwedel

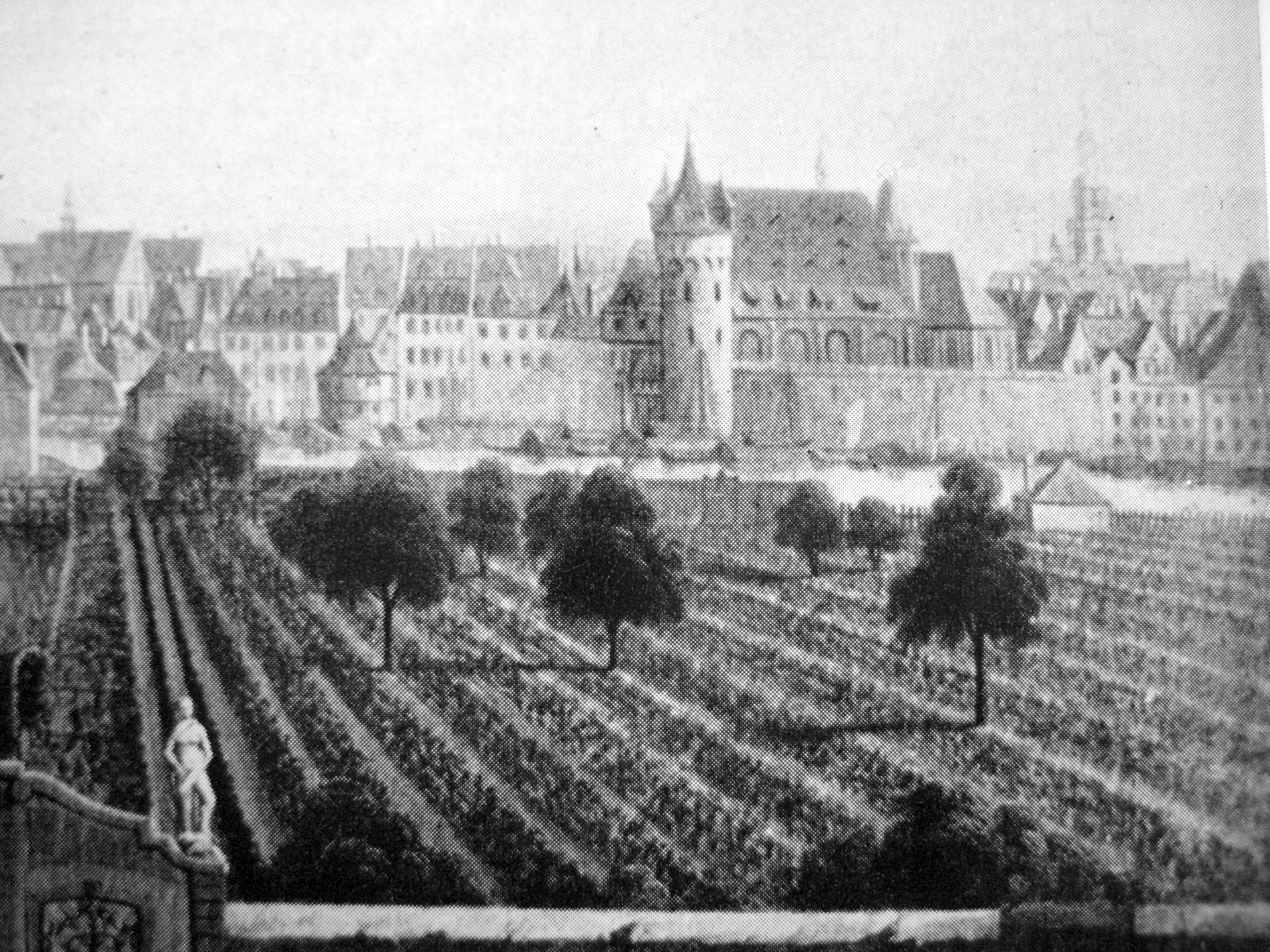
Gärten am Schaumainkai um 1800, rechts Häuschen und Garten Salzwedels

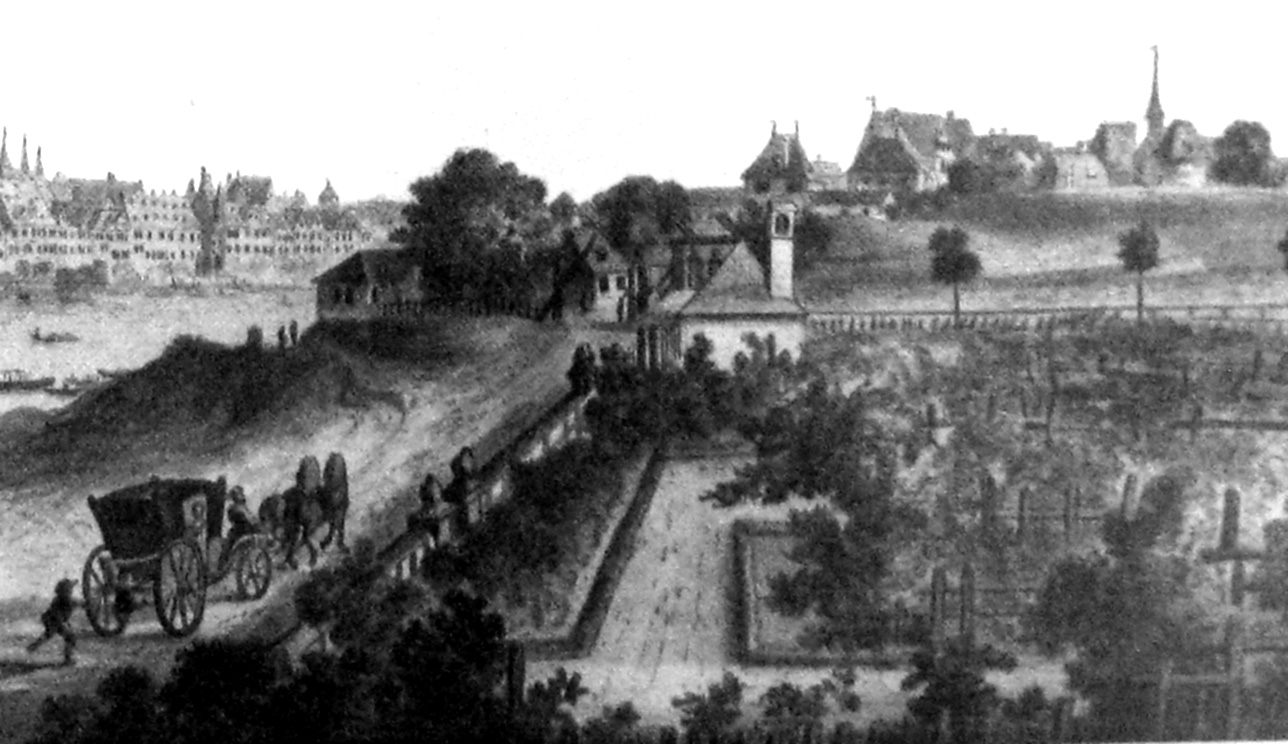
Garten am Wall vor dem Schaumaintor, um 1771

1800: Peter Salzwedel (ältere Schreibweise: Saltzwedel; * 19. Juni 1752; † 17. Dezember 1815), Inhaber der Apotheke „Zum Weißen Schwahnen“ am Römerberg, erwarb das Grundstück unmittelbar vor dem Schaumaintor am Sachsenhäuser Ufer (Schaumainstraße, Gewann 19/4; heutige Hausadresse: Schaumainkai 15), das außerhalb der Stadtbegrenzung lag, urbar war und der Vorliebe Salzwedels für Botanik entgegenkam. Er pflanzte auf dem ca. 10000 m² großen Areal seltene Bäume: Ginkgo, kanadische Rot-Eiche, Tulpenbaum, einen Kreis purpurblühender Granatapfelbäume, Rotbuche, Kastanien sowie Riesenmammutbaum. Goethe, wiewohl bereits in Weimar wohnhaft, kannte den Garten, lobte ihn sehr und widmete der Frankfurter Bürgerin und Geliebten Marianne von Willemer 1815 das Baumgedicht Gingo biloba – mit einem Blatt vom Salzwedel-Ginkgo (1790–1944), wie plausibel gemacht werden konnte. Die Bäume von damals sind inzwischen sehr alt und noch immer zu bewundern – aus den Wurzeln des einstigen Ginkgos sind neue Bäume erwachsen, weitere wurden 1971 im Zuge der Rekonstruktion des Parks wieder angepflanzt.

#### Das klassizistische Landhaus der Familie Salzwedel

Bildmitte: Dreigeschossiges Landhaus Salzwedel um 1850

1802/04 entstand ein dreigeschossiges klassizistisches Landhaus, in quadratischem Grundriss, mit Walmdach und Mansarden, vermutlich nach den Plänen der Frankfurter Architektenfamilien Kayser oder Mack. Der Eingang wurde wegen Platzmangels des von der Mainseite her schmal am Stadtwall beginnenden Grundstücks auf die ungünstige Wetterseite (Westen) gelegt. Bevor die Villa fertiggestellt werden konnte, starb die Ehefrau Salzwedels, Caroline, geb. Bartels (1752–1803), von deren elf Kindern nur die fünf Töchter ins Erwachsenenalter kamen. Salzwedel verkaufte die seit 1634 im Familienbesitz befindliche Schwanen-Apotheke seinem Schwiegersohn Carl Philip Hörle (1781–1847), dessen 1. Ehefrau Margarethe, geb. Salzwedel (1785–1814), hieß. Nach Schleifen der Wallanlagen (um 1806) erwarb Salzwedel vor 1811 ca. 460 m² Land für seinen Garten hinzu, auf dem er Wirtschaftsgebäude errichten ließ.

Apotheke „Zum Weißen Schwahnen“ (Christian Georg Schütz d. Ä., Markt auf dem Römerberg, 1754)

Landhaus mit Garten (farbig umrandet, rot: Erweiterung 1813) im Stadtplan 1852 von Julius Eduard Foltz-Eberle

1813 erweiterte Salzwedel das Anwesen erheblich. Er kaufte jene Brache, die durch die inzwischen entfernten Wallanlagen bis zur neu angelegten Schifferstraße entstanden war (ca. 5000 m²). Als Salzwedel Ende 1815 starb, hinterließ er den vier nach ihm noch lebenden Töchtern, Maria Anna Saltzwedel, Auguste Wilhelmine Burnitz, geb. Saltzwedel (1788–1831), Johanna Carolina Schulz, geb. Saltzwedel (1789–1830), Maria Sophia Saltzwedel (1793–1849) sowie seinem Enkel Philipp Peter Hörle (1810–1843) Villa und Gartengrundstücke zu gleichen Teilen sowie ein stattliches Vermögen.

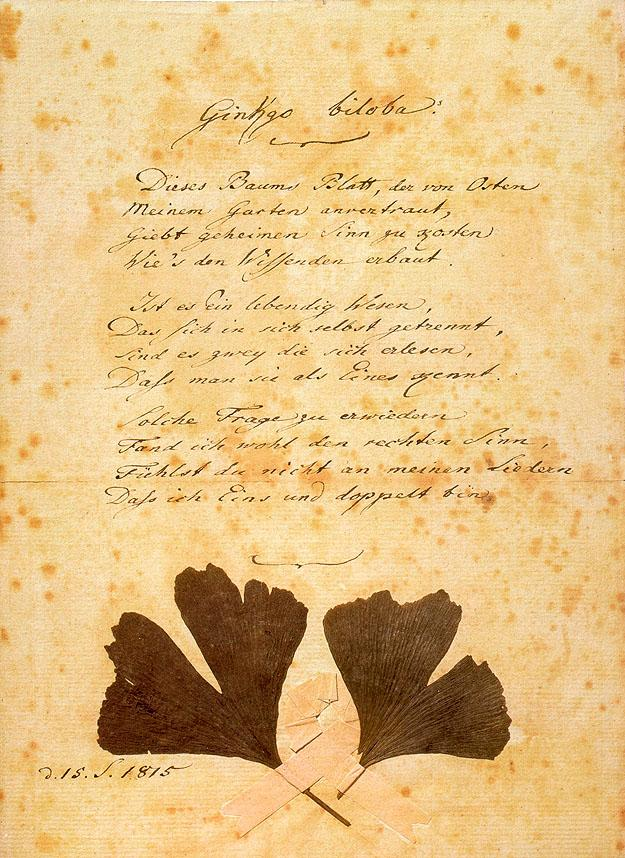
Goethes Gedicht mit Blättern vom Salzwedel-Ginkgo

1815: Wer das Landhaus nach dem Tode des Gründers (weiterhin) nutzte, lässt sich kaum mehr ermitteln, da die Schaumainstraße, wie der -kai zunächst hieß, außerhalb der Stadt Frankfurt und Sachsenhausens lag und in den betreffenden Adressbüchern nicht berücksichtigt wurde. Als Bewohner des Landhauses kommen von den Salzwedeltöchtern in Betracht: Maria Anna († 1854, ledig) und Maria Sophia (bis zur Heirat mit Rudolf Burnitz 1823). Der Umstand, dass Maria Sophia den Schwager ihrer Schwester Auguste Wilhelmine heiratete, und jener, dass Maria Anna im Hause Burnitz, Untermainkai 2, lebte und starb, lässt indes vermuten, dass diese drei Schwestern nach 1815 gemeinsam im Hause Burnitz wohnten. Als Nutzer (im Sommer) von Landhaus und Gartenanlagen sind alle vier Familien der Salzwedeltöchter in Betracht zu ziehen, obgleich keine von ihnen das Landhaus als Wohnadresse führte: Der zweiten Ehe des Apothekers Hörle nach 1816 entstammten acht, der Ehe Schulz-Saltzwedel sieben Kinder (1816–1829), im Hause der Gebrüder Burnitz waren es in einem Zweig sechs (1817–1824), im anderen fünf Kinder (1824–1833).

#### Literat und Maler als Mieter im Landhaus
Zwischen 1844 und 1848 bewohnte der russische Schriftsteller Wassily Andrejewitsch Joukovsky (Schukowski) (1783–1852) das Landhaus, der dort Homers Ilias übersetzte. In den Wirren der Deutschen Revolution siedelte Joukovsky nach Baden-Baden über. Zuvor wohnte mit ihm in der Villa kurzzeitig Nikolai Wassiljewitsch Gogol, der dort ebenfalls schriftstellerisch tätig wurde.
1848 zog der Maler Gerhardt von Reutern (1794–1865), kaiserlich-russischer Obristleutnant, mit seiner Ehefrau Charlotte und deren Sohn Alexander in die Villa ein. Die Familie, bereits seit 1844 am Mainufer ansässig, richtete sich das 1. Obergeschoss als Wohnung ein. Das Parterre diente mit seinen Räumen als Atelier für Maler um Philipp Veit, die 1848 aus dem Deutschen Haus (Herrenhaus des Deutschorden) ausziehen mussten, weil es als Kaserne gebraucht wurde. In der Villa entstand das Werk von Reuterns Die Opferung Isaaks.
1851 – außer der ledigen Maria Anna Saltzwedel waren alle unmittelbar begünstigten Erben, Vormunde und Ehegatten eingeschlossen, verstorben – ließen sich die von den 20 Erben der zweiten Generation noch lebenden 12 (Zweige: Burnitz/Schulz-Salzwedel) den Besitz der Liegenschaften vor dem Schaumaintor attestieren, womit der Verkauf vorbereitet wurde.

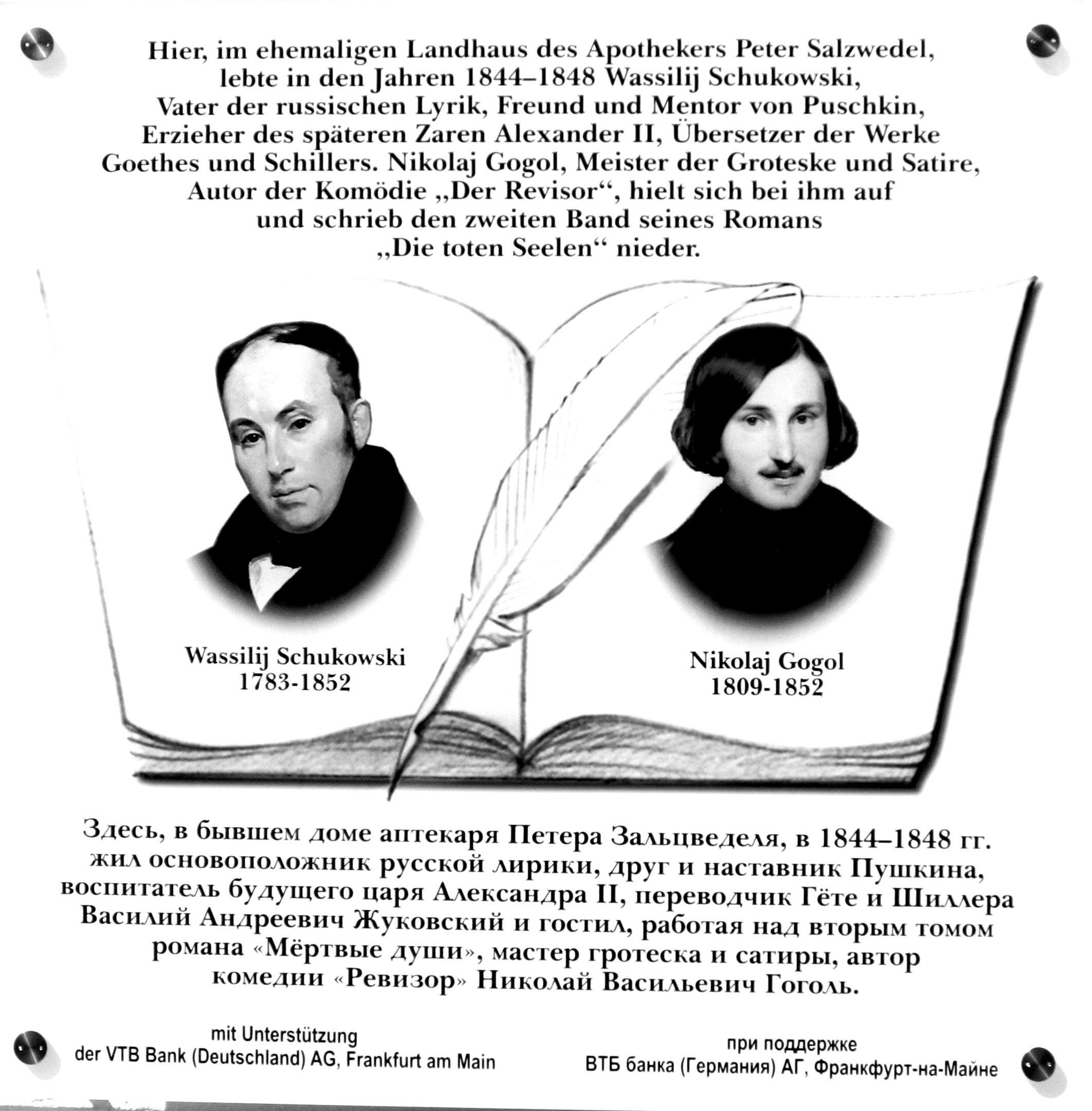
Hinweistafel zum Aufenthalt der Dichter Joukovsky und Gogol

### Die Villa Metzler

#### Umbau zur Stadtvilla durch Georg Friedrich Metzler

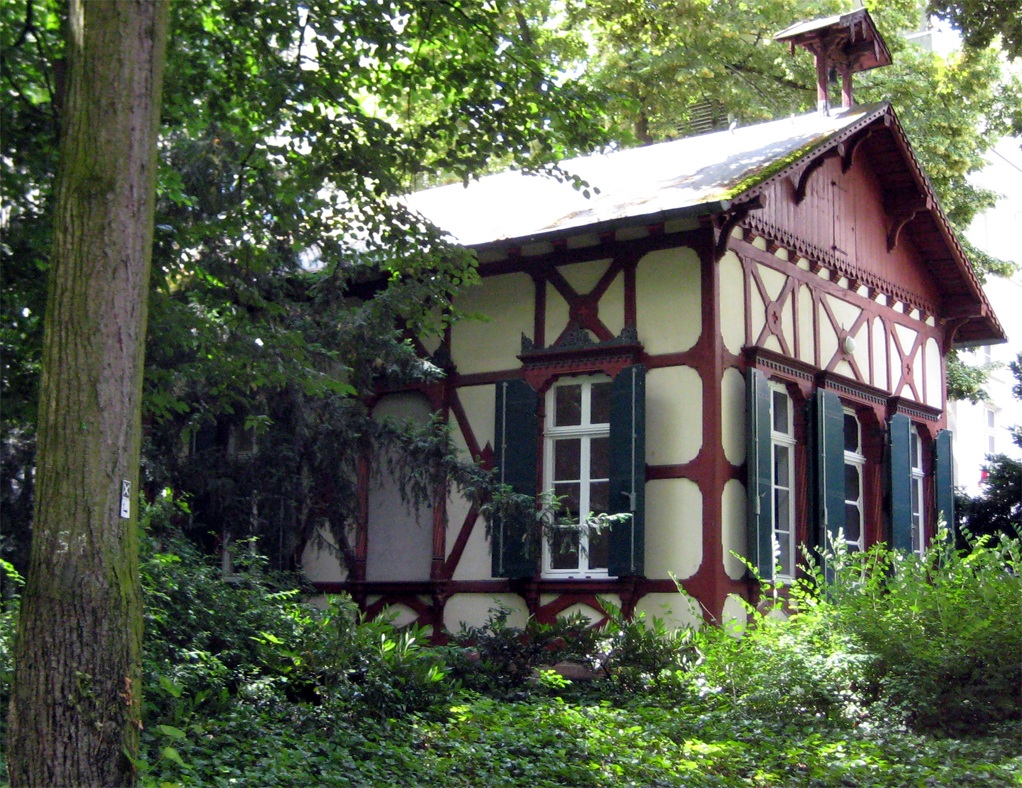
Sog. Schweizerhaus im Park der Villa Metzler, erbaut 1855

1851 erwarb ein Mitglied der Bankiersfamilie Metzler Anwesen und Villa: Georg Friedrich Metzler (* 13. März 1806; † 19. April 1889).
- 1855 wurde im Park das sog. Schweizerhaus, ein Gartenhaus (das noch steht), im Fachwerkstil mit Ahornparkett errichtet, in dem Konzerte und Schauspiele stattfanden.
- 1863/65 ließ Metzler durch einen Architekten der Familie Kayser die Mansarden im Barockstil ausbauen, das Walmdach sowohl durch schwere Segmentgiebel nach allen Seiten vergrößern als auch in der Mitte durch eine Aussichtsterrasse (Belvedere) verschönern, die Fensterreihen im 1. Obergeschoss mit Segmentgiebeln betonen und den Eingang auf die Ostseite verlegen. Die umgebaute Villa konnte seither auf vier Geschossen herrschaftlich bewohnt werden. Tore und Gitter, die zwar noch vorhanden sind, nicht aber die schmalen Pylone, wurden als detailgetreue Kopien (Beispiel) der Würzburger Residenz geschmiedet. Der Garten wurde zu einem Rosengarten in englischem Stil mit Brunnen umgestaltet. Der untere Teil des ursprünglich zweistufigen Brunnens wurde vor dem Verkauf (1932) in den Garten im Metzlerschen Palais in Bonames verbracht.[15] Zu den bekanntesten Gästen gehörten König Wilhelm I., Otto von Bismarck und Emma Metzler (* 18. Mai 1827; † 21. Juli 1880), die mit Wilhelm Peter (von) Metzler (* 17. Mai 1818; † 9. Mai 1904), dem Bruder von Georg Friedrich Metzler, verheiratet war.

#### Wohnhaus der Eheleute Schmidt-Metzler
- 1889, nach dem Tode Georg Friedrich Metzlers, verblieben Villa, Park und die sich zur Schifferstraße anschließenden Grundstücke zwar lange im Besitz seiner Söhne Carl und Albert (von) Metzler,[16] die nächsten 43 Jahre wurde die Villa aber von deren Schwester Mathilde Friederike Metzler (* 15. Februar 1840, † 8. Dezember 1932) bewohnt, die mit ihrem Ehemann (⚭9. November 1863), dem Arzt Johann Friedrich Moritz Schmidt-Metzler, geb. Schmidt (* † 15. März 1828, † 9. Dezember 1907) einzog. Schmidt-Metzler[17] war promovierter Mediziner, seit 1862 Arzt am Frankfurter Bürgerhospital und praktizierte auch in einem Nebengebäude des Hauses seiner Schwiegereltern, Große Gallusstraße 18, in dem er mit seiner Ehefrau zuvor gewohnt hatte. Schmidt-Metzler wurde 1892 zum Professor ernannt, nachdem er als versierter Laryngologe erfolgreich Kronprinz Friedrich, den späteren Kaiser Friedrich III., behandelt hatte. Als Schmidt-Metzler 1902 pensioniert wurde, behandelte er Kaiser Wilhelm II., was ihm und seiner Ehefrau die Anrede Exzellenz und den Titel Wirklicher Geheimer Rat einbrachte. Schmidt-Metzler wohnte seit seinem Umzug ans linke Mainufer in der Nähe der Dreikönigskirche und war dort sog. Ältester (Gemeindevorsteher). Als 1903 in Sachsenhausen die Lukasgemeinde errichtet wurde, die Schifferstraße zur Grenze und der Schaumainkai ab Hausnr. 11 zur neuen Kirchengemeinde gehörte, wechselte Schmidt-Metzler in den dortigen Kirchenvorstand und setzte sich für den Neubau der Lukaskirche ein,[18] den er aber nicht erlebte. Seine Ehefrau war bei der Grundsteinlegung indes anwesend. Schmidt-Metzler war langjähriger Erster Vorsitzender der Evangelisch-Lutherischen Kirche in Frankfurt sowie seit 1883 der Dr. Senckenbergischen Stiftung.
- 1896 wurde in einem Pavillon die 68. Versammlung deutscher Naturforscher und Ärzte abgehalten.[19] Das nicht mehr existierende Gebäude wurde wohl für Feste und Musikdarbietungen errichtet, wann es erbaut wurde, ist nicht bekannt.

#### Der Park soll dem Bau von Straßen weichen
- Um 1900 war das südliche Grundstücksdrittel – das entspricht dem Erbteilanspruch von Mathilde Schmidt-Metzler – an die Sachsenhäuser Eheleute Allgeier verkauft, von diesen bebaut sowie durch den Ausbau der Stegstraße (für Nr. 34–40) neu erschlossen worden. Damit war eine von vier Teilstraßen der seit 1872 vorgeschriebenen Planungen umgesetzt. Die Stegstraße war als Hauptverbindung zwischen dem Eisernen Steg und dem (heutigen) Südbahnhof gedacht. Der Plan, das Metzler-Grundstück mit der neuen Straße längs und, durch Verbindung zu den Parallelstraßen, quer zu teilen, scheiterte an den anhaltenden Einwendungen[20] anderer betroffener Anlieger. Das neue Stück Stegstraße der Jahrhundertwende wurde zur Sackgasse, die Hausnummern 1–23 und 2–30 wurden nicht vergeben und blieben Teil des Parks.
- 1907 bewohnte die Witwe Mathilde Schmidt-Metzler[21] weiterhin die Villa. Sie wurde nach dem Tode ihrer Brüder Carl (1835–1922) und Albert (1839–1918, Bankier) von[22] Metzler alleinige Eigentümerin des Anwesens, inklusive der angrenzenden Grundstücke zur Schifferstraße (Nr. 63–69).

### Das Haus Daheim

#### Altenheim der Marburger Schwestern
Mathilde Schmidt-Metzler verkaufte 1928 ihre Villa mit Park an die Marburger Diakonissen, sie selbst blieb bis zu ihrem Tode 1932 in der Villa wohnen und starb dort 92-jährig kinderlos. Die Villa wurde zu einem Altenheim umgenutzt und trug den Namen Haus Daheim. Das Schweizerhaus wurde zeitweilig als Kapelle genutzt.

#### Gemeindesaal der Lukasgemeinde

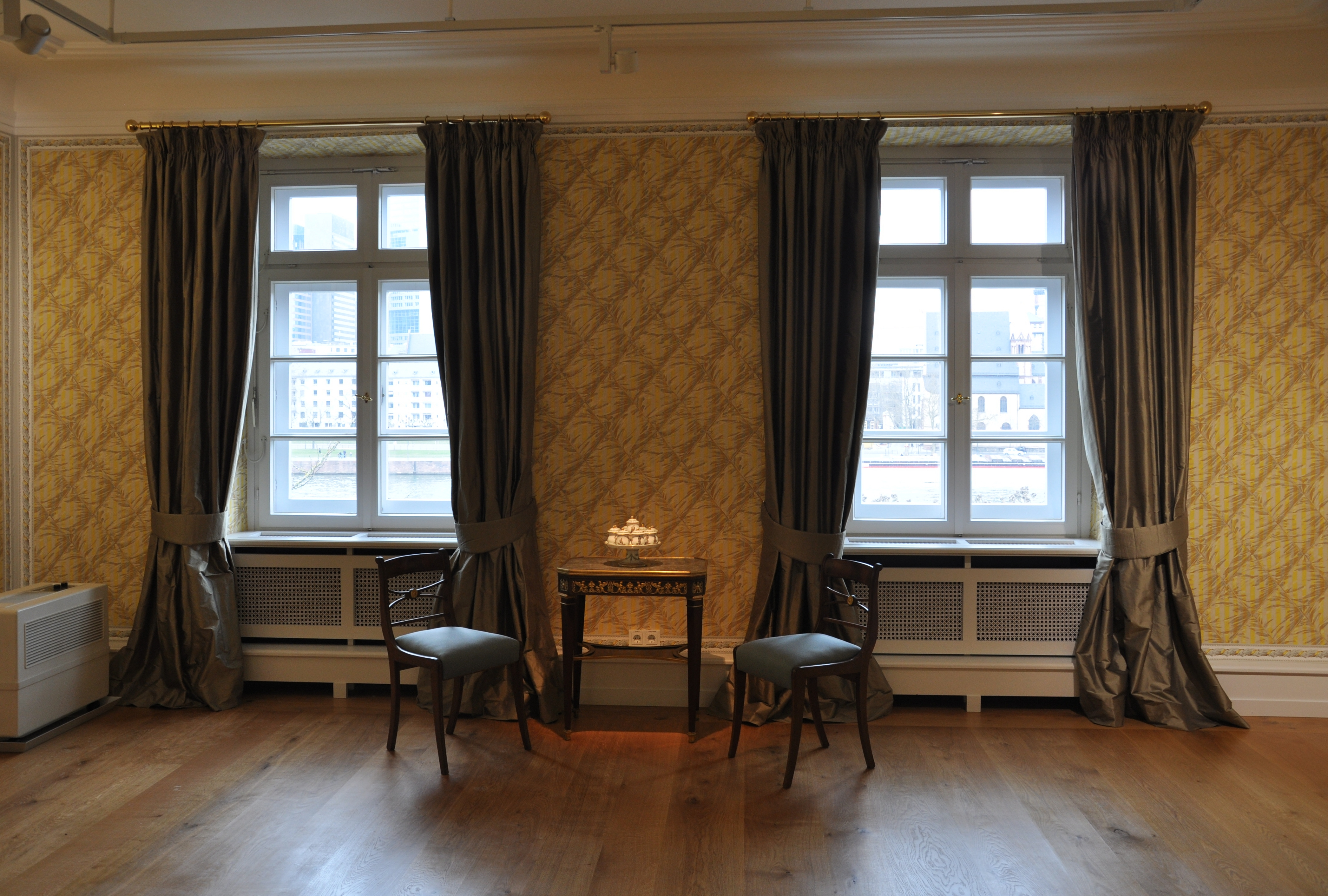
In diesem Raum, 2009 umgestaltet, fanden zwischen 1944 und 1952 u. a. Gottesdienste der Lukasgemeinde statt. Der Altar stand zwischen den Fenstern.

Die Villa überdauerte sämtliche Luftangriffe auf Frankfurt am Main, auch die verheerenden Nächte im März 1944. Im unzerstörten Haus Daheim fanden bis zum Wiederaufbau der Lukaskirche 1952/3 Gottesdienste und Veranstaltungen statt. Die mittleren beiden Räume im I. Obergeschoss wurden zu einem einzigen Raum vereinigt. Der Altar stand an der Nordwand. In diesem Raum fanden u. a. auch die Adventsbasare statt. Bei den Gottesdiensten wurden jene liturgischen Geräte verwendet, die die Geschwister von Mathilde Schmidt-Metzler 1913 zur Einweihung der Lukaskirche gestiftet hatten. Der Park zwischen Villa und Schweizer Haus diente als Spielwiese für die Kinderbetreuung. Die Gemeinschaftsküche im Südzimmer/Erdgeschoss war eine willkommene Adresse für Bedürftige.

#### Pläne für einen Hotelkomplex
1959 sollte die Villa abgerissen werden und dem Neubau eines Hochhaushotels weichen, was durch Bürgerproteste im Einvernehmen mit dem Denkmalamt verhindert werden konnte.

### Museum der Stadt Frankfurt am Main

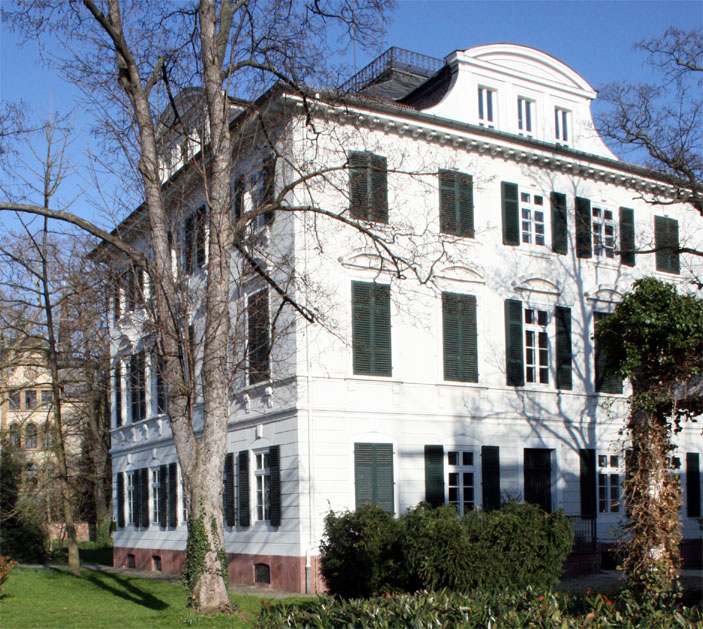
Ansicht vom Schaumainkai (aus Nordwest)
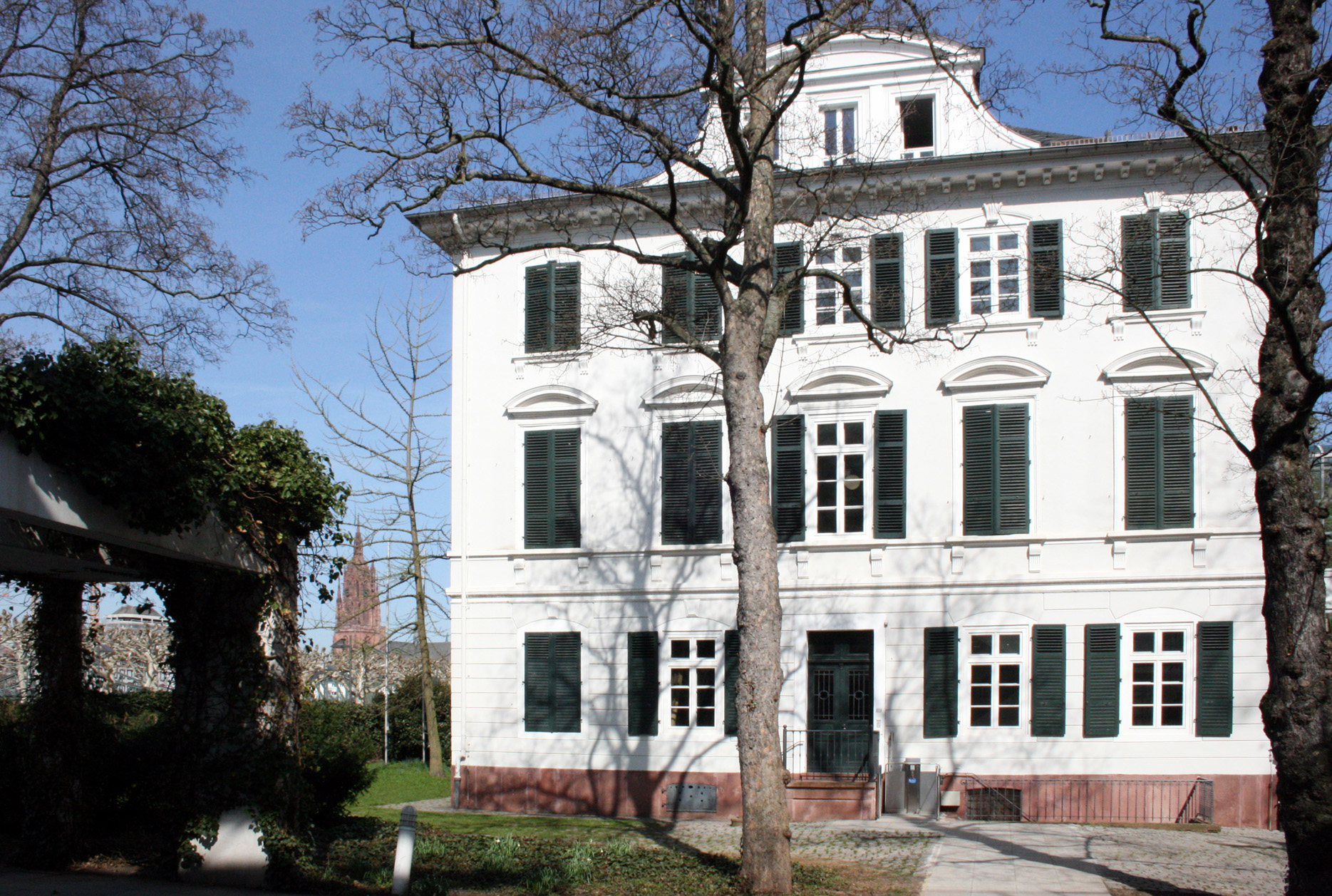
Von Westen, mit Blick auf Dom, Technisches Rathaus und Alte Nikolaikirche
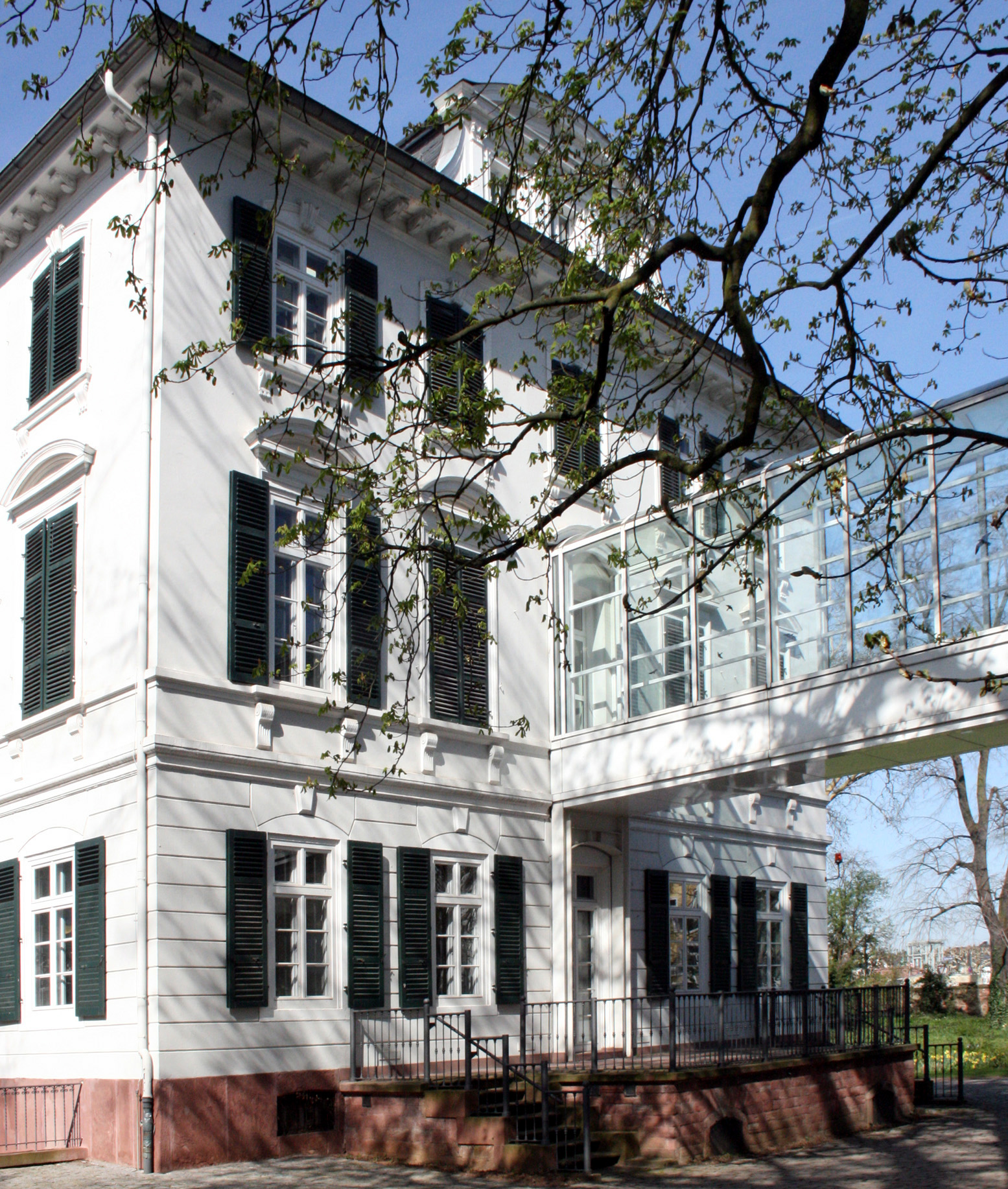
Südansicht
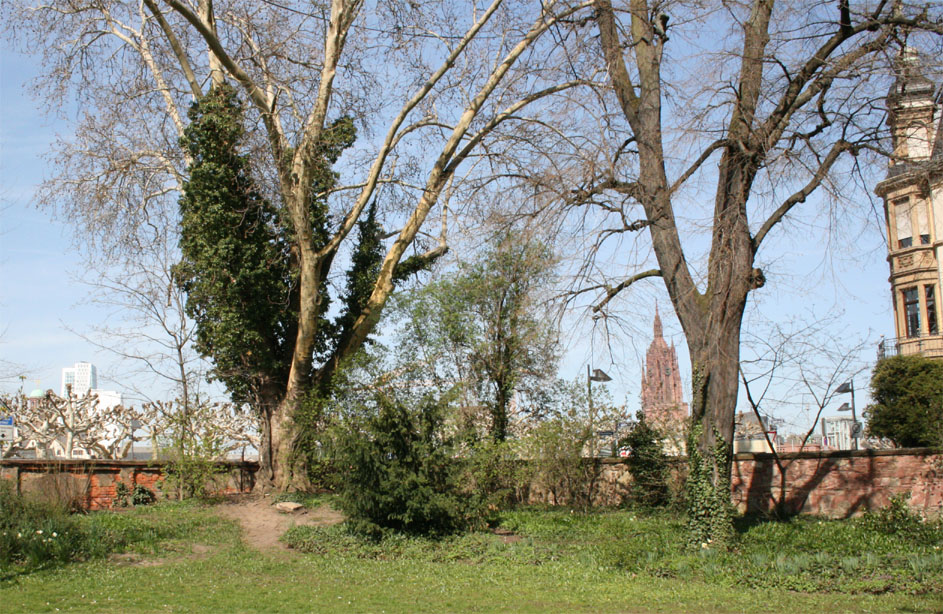
Hügel im Park, von dem aus Passanten auf dem Schaumainkai gegrüßt wurden

#### Umbau und Eingliederung in einen Museumsneubau
- 1961 wurde die Liegenschaft an die Stadt Frankfurt am Main verkauft.
- 1965 wurde die Villa als Museum für Kunsthandwerk bereitgestellt; ein Teil der Kunstsammlung von Wilhelm Peter Metzler, einem jüngeren Bruder des ehem. Eigners, wurde in die Ausstellung mit eingebracht. Die Lokalität erwies sich als unannehmbar beengt, Pläne für eine Erweiterung unter Einbeziehung des Nachbargrundstücks (s. o. Anm. 23) reiften.
- 1985/87 wurde die Villa mit neu errichteten Gebäuden durch einen Übergang verbunden und als Museum für Kunsthandwerk (wieder) eröffnet.
- 1996 (Jahr der Eröffnung) wurde ein Teil des ehemaligen Areals, Schifferstraße 63–69 für den Neubau des Frankfurter Altenwohnheims Marthahaus[27], das sich zuvor in der Schifferstraße 76 befand, sowie für Wohnungen des Krankenhauses Sachsenhausen[28] verwendet. Die Passage durch den Park in die Stegstraße ist nicht mehr möglich.
- 2000 wurde das Museum in Museum für Angewandte Kunst Frankfurt umbenannt. Seit 2013 trägt es den Namen Museum Angewandte Kunst.

#### Die NEUE Villa
- 2009: Nach einer mehrmonatigen Sanierung wurden die Salons im Erdgeschoss zur Nutzung für kulturelle Veranstaltungen (wieder) eröffnet. Die Räume in den beiden Obergeschossen bieten Besuchern neun Stilräume vom Barock bis zum Jugendstil.

## Besonderheiten

### Brunnen im Park

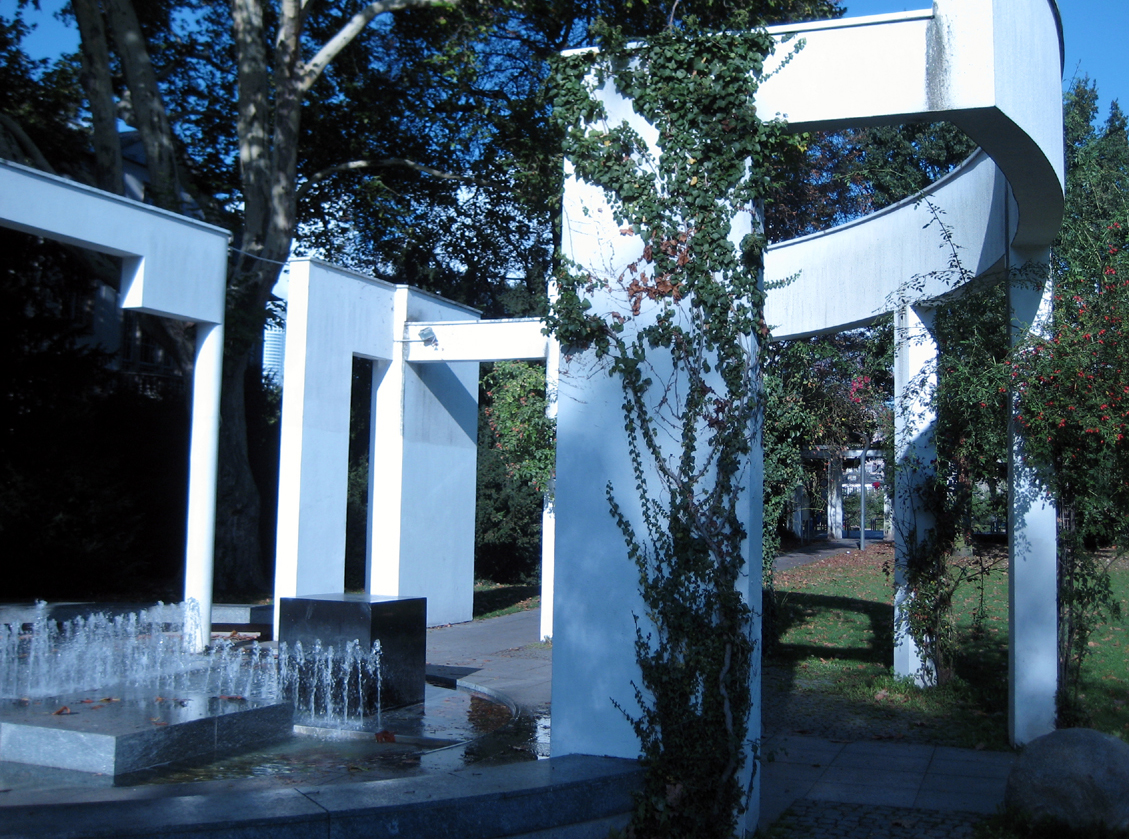
Brunnen im Museumspark am Schaumainkai

Richard Meier entwarf für den an das Museum anschließenden Park einen Brunnen, dem er den Gebäudeplan des von ihm 1985 errichteten Museumsneubaus zu Grunde legte. Der schwarze Kubus symbolisiert die Villa Metzler, die von den anderen Gebäudeteilen umfangen wird. Die Fontänenreihen bilden Achsen, deren eine Museen am Schaumainkai schnurgerade verbindet.

### Die drei klassizistischen Villen am Frankfurter Mainufer
Die noch erhaltenen klassizistischen Villen am Mainufer mit den Namen der ehemaligen Besitzer:

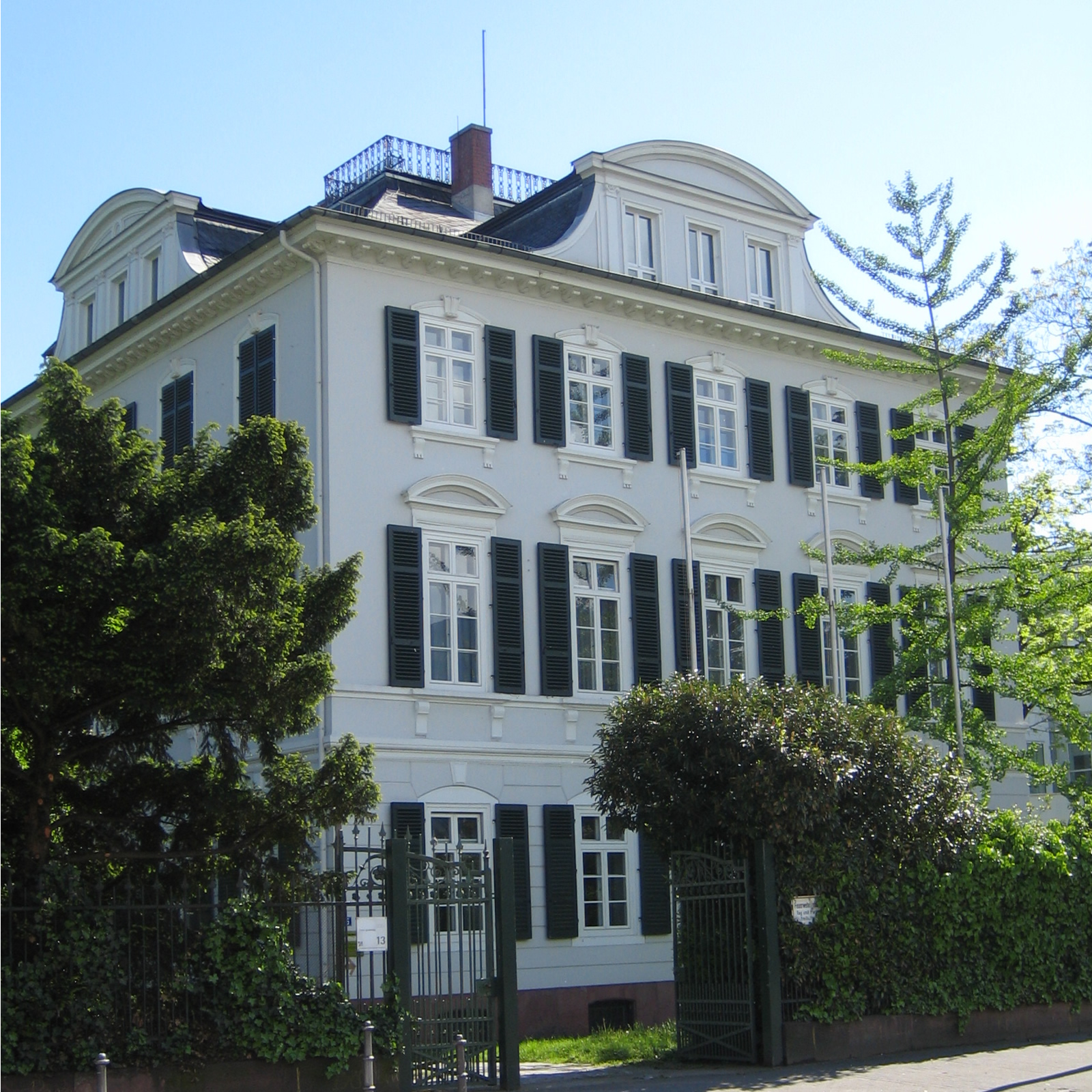
Villa Metzler, Schaumainkai 15
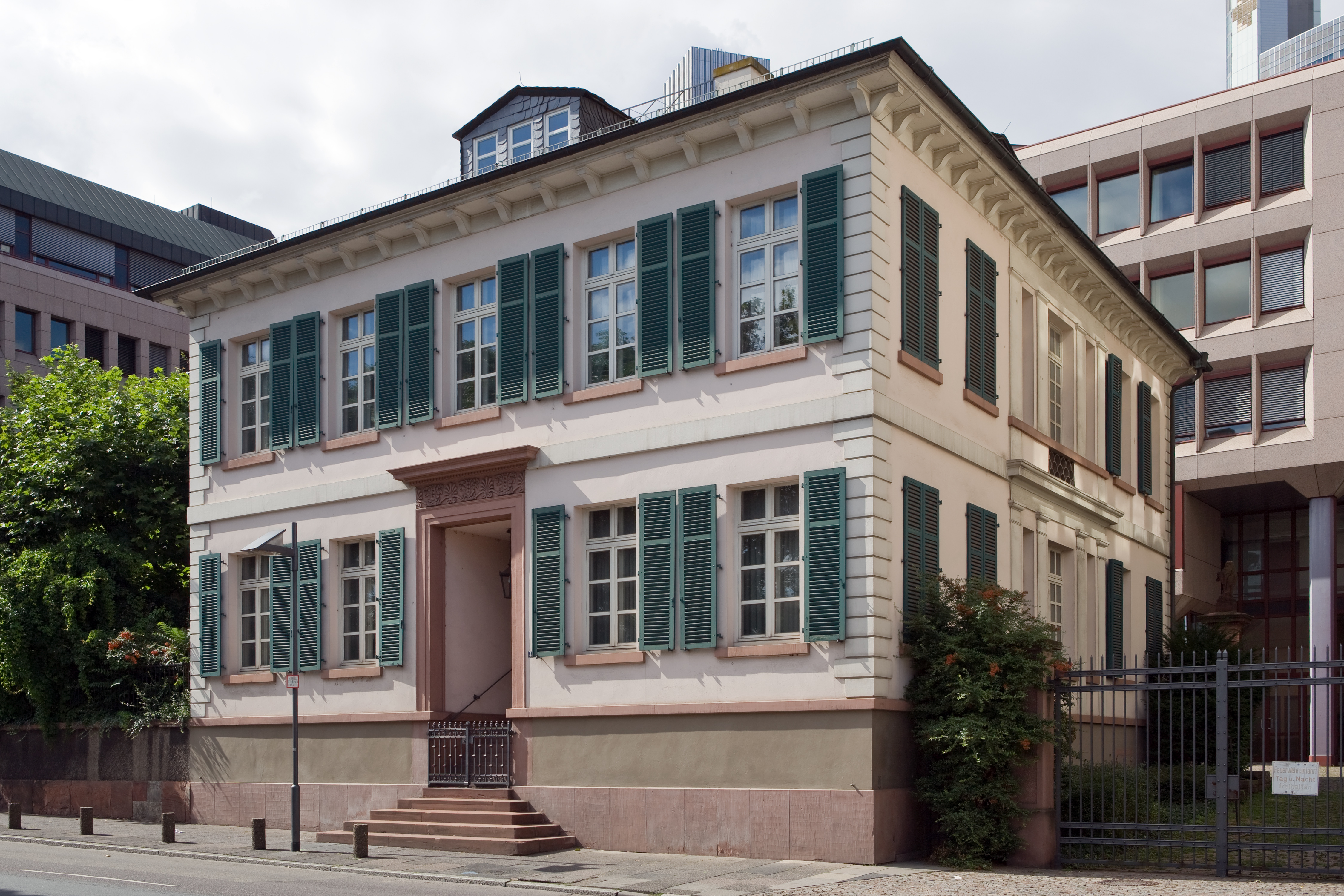
Villa Schilling, heute Hermann-Schlosser-Haus
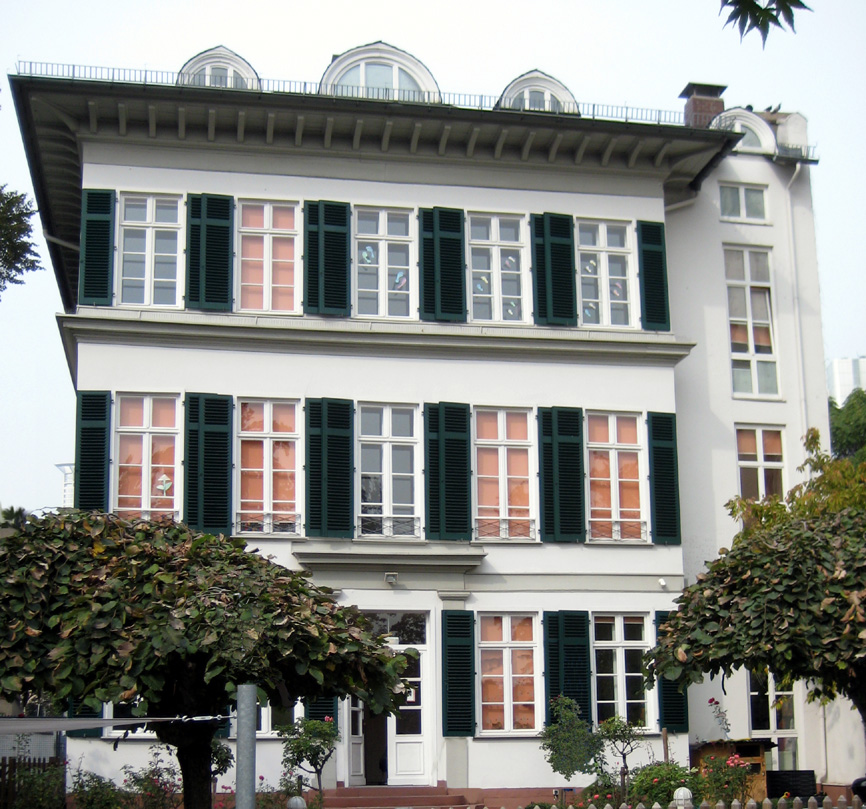
Villa Bonn, Untermainkai 44